# Gabriel Cunningham
Gabriel Dontes Cunningham (geb. 9. August 1995 in Alexander City, Alabama, USA) ist ein US-amerikanischer American-Football-Spieler, der auf der Position des Quarterback eingesetzt wird. Er spielte bei den Texas Tech Red Raiders und den New Mexico State Aggies in der NCAA Division I Football Bowl Subdivision. In der Saison 2022 war er Quarterback der Leipzig Kings in der European League of Football.

## Karriere
Cunningham spielte American Football und Basketball bei den Lathrop High School Malemutes in Fairbanks, Alaska. Dort wurde er 2012 ins All-State High school first team berufen. Über die Mountain West Prep 2013 kam er 2014 zu den Texas Tech Red Raiders ans College, kam dort aber nicht an Patrick Mahomes vorbei. Sein Studium des Bauingenieurwesen musste er aus finanziellen Gründen abbrechen. 2015 war er an der New Mexico State, konnte sich aber auch dort nicht durchsetzen. Er wechselte schließlich ans Scottsdale College, um sein Studium abzuschließen, spielte dort aber nicht Football.
Die Bremerhaven Seahawks aus der Regionalliga Nord verpflichteten 2019 Cunningham. Für die Saison 2020 wurde er vom brasilianischen Team Coritiba Crocodiles verpflichtet, die Meisterschaft entfiel jedoch wegen der Covid-19-Pandemie. 2021 kehrte er nach Deutschland zurück und spielte für die Bad Homburg Sentinels in der GFL2, sein Vertrag wurde jedoch vom Team während der Saison beendet.
Cunningham wurde für die Saison 2022 von den Tucson Sugar Skull in der Indoor Football League verpflichtet, aber nur in einem Spiel eingesetzt. Im August 2022 verpflichteten ihn die Leipzig Kings als Ersatz für den verletzen Quarterback Conor Miller. Bereits 2021 stand Cunningham als Notfall-Quarterback der Kings bereit. Mit den Kings holte er zwei Siege aus drei Spielen und wurde als Liga-MVP der Woche 14 ausgezeichnet.
Zur Saison 2023 wurde Cunningham vom ELF-Expansionsteam Fehérvár Enthroners verpflichtet. Anfang April 2023 trennten sich Cunningham und Enthroners. Anschließend lief er für die Reds de la Ciudad de México in der LFA 2023, deren Saison bereits fortgeschritten war, auf. In den verbleibenden beiden regulären Saisonspielen komplettierte Cunningham 45,45 % seiner Pässe für 304 Yards und einen Touchdown bei fünf Interceptions.

## Statistiken
| Jahr                                                            | Team                        | Spiele | Passspiel | Passspiel | Passspiel | Passspiel | Passspiel | Passspiel | Passspiel | Passspiel | Laufspiel | Laufspiel | Laufspiel | Laufspiel | Laufspiel | Laufspiel |
| Jahr                                                            | Team                        | Spiele | Cmp       | Att       | Qte       | Yds       | Avg       | TD        | Int       | Eff       | Att       | Yds       | Avg       | TD        | Fum       | Lst       |
| --------------------------------------------------------------- | --------------------------- | ------ | --------- | --------- | --------- | --------- | --------- | --------- | --------- | --------- | --------- | --------- | --------- | --------- | --------- | --------- |
| German Football League 2                                        |                             |        |           |           |           |           |           |           |           |           |           |           |           |           |           |           |
| 2021                                                            | Bad Homburg Sentinels       | 3      | 36        | 73        | 47,3 %    | 465       | 12,9      | 2         | 2         | 103,6     | 35        | 130       | 3,7       | 3         | 0         | 22        |
| GFL2 Gesamt                                                     | GFL2 Gesamt                 | 3      | 36        | 73        | 47,3 %    | 465       | 12,9      | 2         | 2         | 103,6     | 35        | 130       | 3,7       | 3         | 0         | 22        |
| European League of Football                                     |                             |        |           |           |           |           |           |           |           |           |           |           |           |           |           |           |
| 2022                                                            | Leipzig Kings               | 3      | 35        | 74        | 48,9 %    | 652       | 18,6      | 10        | 3         |           | 53        | 357       | 5,6       | 4         |           |           |
| ELF Gesamt                                                      | ELF Gesamt                  | 22     | 447       | 791       | 56,5 %    | 5.839     | 13,0      | 57        | 21        | 093.0     | 176       | 797       | 4,5       | 7         | 7         | 2         |
| Liga de Fútbol Americano Profesional                            |                             |        |           |           |           |           |           |           |           |           |           |           |           |           |           |           |
| 2023                                                            | Reds de la Ciudad de México | 2      | 25        | 55        | 45,5 %    | 304       | 12,2      | 1         | 5         |           | 0         | 0         | 0         | 0         | 0         | 0         |
| LFA Gesamt                                                      | LFA Gesamt                  | 2      | 25        | 55        | 45,5 %    | 304       | 12,2      | 1         | 5         |           | 0         | 0         | 0         | 0         | 0         | 0         |
| Quellen: stats.gfl.info, stats.europeanleague.football, lfa.com |                             |        |           |           |           |           |           |           |           |           |           |           |           |           |           |           |